# Marilyn Munster
Marilyn Munster, conosciuta in italiano anche come Marilyn de Mostri, è un personaggio immaginario del franchising horror-comedy statunitense The Munsters, creato nel 1964 da Allan Burns, Chris Hayward, Norm Liebmann e Ed Haas per la sitcom statunitense I mostri (The Munsters, 1964-1966).
Marilyn è l'unica ragazza normale della famiglia, figlia della sorella di Lily, quindi sua nipote e del marito Herman, oltre che cugina di Eddie e quindi anch'ella nipote di Sam Dracula. Pur non essendo una "Munsters", perché non imparentata direttamente con Herman, ne porta ugualmente il cognome.
Originariamente interpretata dall'attrice statunitense Beverley Owen, per soli tredici episodi della serie originale, è stata presto sostituita da Pat Priest, che ha completato la serie. Il personaggio è poi apparso in numerosi altri opere e media, interpretato anche dalle attrici Debbie Watson, Jo McDonnell, Hilary Van Dyke, Christine Taylor, Elaine Hendrix e Charity Wakefield.

## Descrizione
Marilyn è la nipote di Lily, anche se il suo cognome non dovrebbe essere Munster, dal momento che Lily da nubile farebbe di cognome Dracula, come il padre, nonno di Marilyn, Sam. Frequenta il Westbury College a Mockingbird Heights, la città dove vivono i Munster.
Come il resto della sua famiglia, crede che l'aspetto e lo stile di vita dei Munster siano normali, anche se in realtà Marilyn è l'unico membro della famiglia il cui aspetto non sorprende o disturba le persone al di fuori della famiglia. È considerata attraente dagli estranei, ma secondo gli standard estetici della sua famiglia è poco attraente. Marilyn si lamenta del fatto che i suoi potenziali fidanzati si allontanano da lei, senza rendersi conto che tali ragazzi sono in realtà spaventati via dalla sua famiglia.

## Interpreti
Nella serie originale Marylin viene interpretata per i primi tredici episodi dall'attrice statunitense Berveley Owen, che presto lascia la serie per dedicarsi alla vita matrimoniale, poiché si sposa e si trasferisce a New York. Viene quindi sostituita a partire dall'episodio 14, Grandpa Leaves Home, dall'attrice Pat Priest, che completerà la serie televisiva e interpreterà il personaggio anche nel film per la televisione del 1965 Marineland Carnival e che nell'edizione italiana della serie televisiva viene doppiata da Emanuela Giordano. Z Nel successivo film cinematografico La dolce vita... non piace ai mostri, che raduna tutto il cast della serie televisiva originale, Marilyn viene nuovamente sostituita dall'attrice Debbie Watson.
Nei film per la televisione degli anni ottanta e novanta, Marilyn Munster viene interpretata dalle attrici: Jo McDonnell (The Munsters' Revenge, 1981); Christine Taylor (Here Come the Munsters, 1995); Elaine Hendrix (The Munsters' Scary Little Christmas, 1996).
Nella serie televisiva remake degli anni ottanta, I mostri vent'anni dopo (The Munsters Today, 1988-1991), Marilyn Munster viene interpretata dall'attrice Hilary Van Dyke, che rimpiazza l'attrice originalmente scelta per interpretare il personaggio nei piloti della serie, Mary Ellen Dunbar. Mentre nel pilota della successiva serie remake Mockingbird Lane (2012), viene impersonata da Charity Wakefield.
Marilyn e Eddie non compaiono nel film del 2022 diretto dal Rob Zombie, The Munsters, poiché i fatti narrati sono antecedenti alla loro nascita. Marilyn Munster inoltre non compare neppure nel film di animazione per la televisione del 1973 The Mini-Munsters.

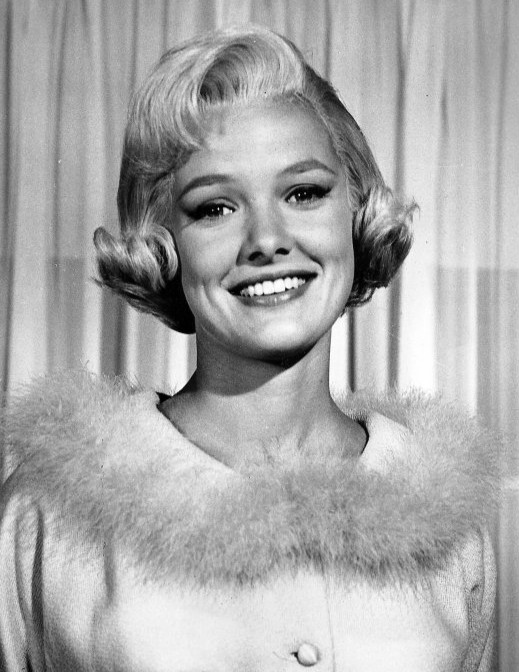
Beverley Owen, la prima interprete di Marilyn
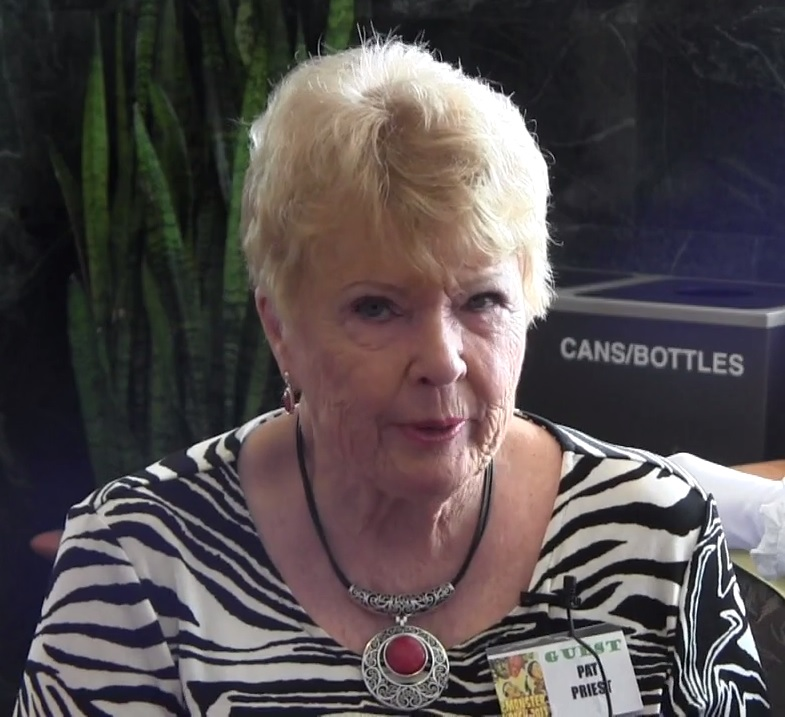
Pat Priest, la seconda interprete di Marilyn
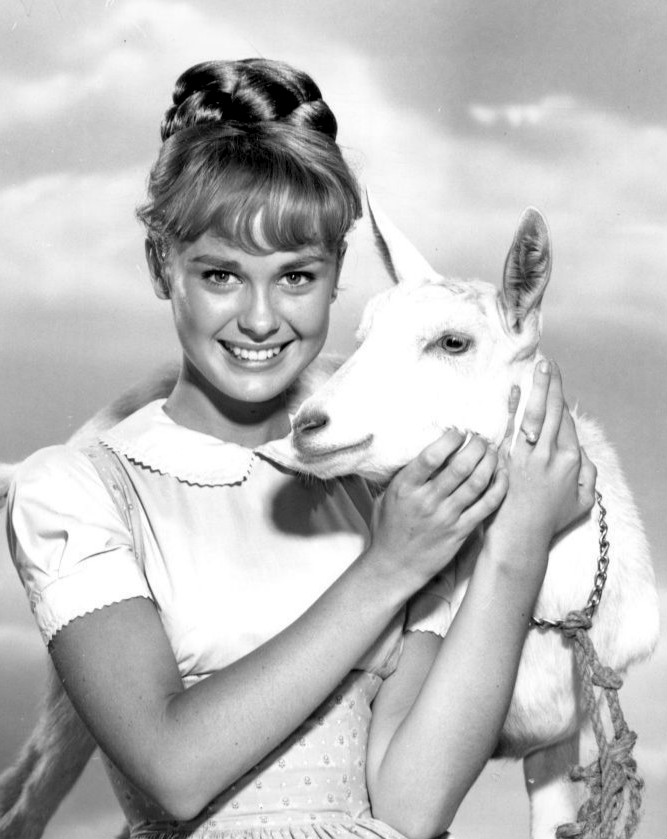
Debbie Watson, interprete di Marilyn ne La dolce vita... non piace ai mostri
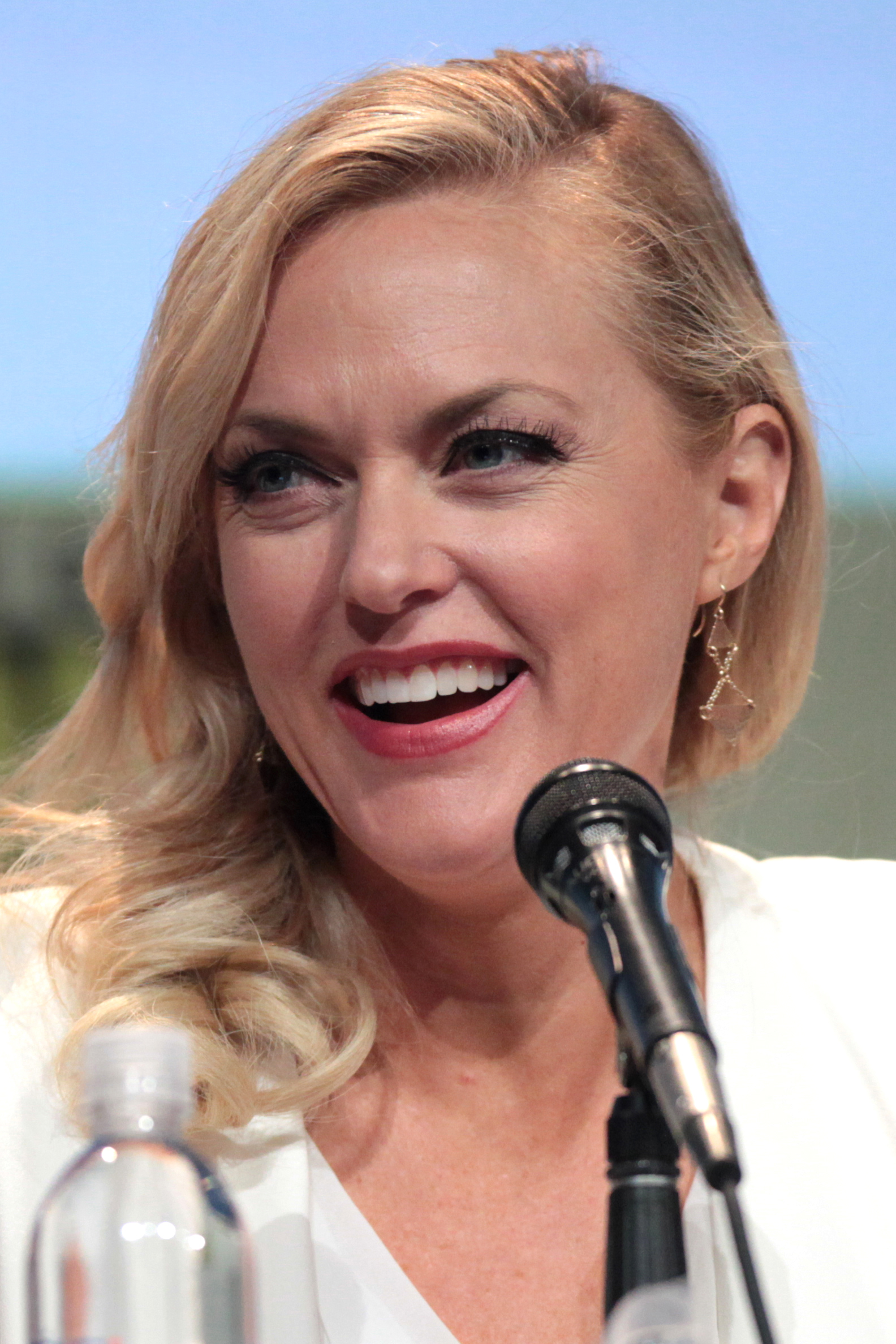
Elaine Hendrix, interprete di Marilyn ne The Munsters' Scary Little Christmas
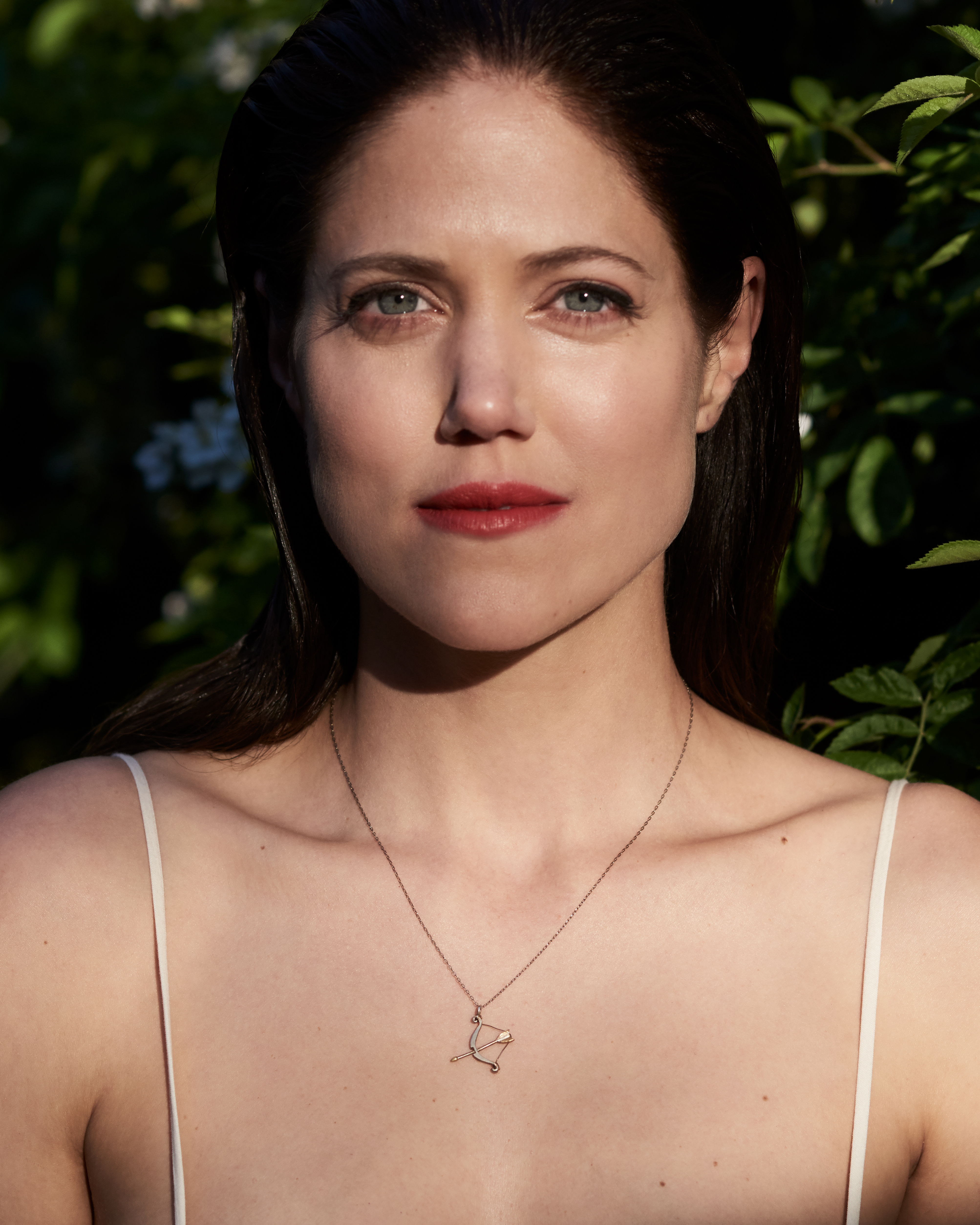
Charity Wakefield, interprete di Marilyn in Mockingbird Lane

## Filmografia

### Cinema
- La dolce vita... non piace ai mostri (Munster, Go Home!), regia di Earl Bellamy (1966)

### Televisione
- I mostri (The Munsters) - serie TV, 70 episodi (1964-1966)
- Marineland Carnival, regia di Bob Lehman - film TV (1965)
- The Munsters' Revenge, regia di Don Weis - film TV (1981)
- I mostri vent'anni dopo (The Munsters Today) - serie TV, 72 episodi (1988-1991)
- Here Come the Munsters, regia di Robert Ginty - film TV (1995)
- The Munsters' Scary Little Christmas, regia di Ian Emes - film TV (1996)
- Mockingbird Lane, regia di Bryan Singer - film TV (2012)